# Оттук (Нарынский район)
Оттук (кирг. Оттук ) — село в Нарынском районе Нарынской области Кыргызстана. Входит в состав Он-Арчинского аильного округа.
Назван в честь богатого кремнем Оттукского ущелья. Расположен вдоль реки Оттук на автодороге Бишкек - Нарын. Находится в 39 км к северу от города Нарын.

## Население
По переписи 2009 года в селе проживал 1361 житель.

## История
Основан в 1932 году . 
В селе имеется средняя школа, библиотека, клуб.